# Казанский физико-технический институт имени Завойского
Казанский физико-технический институт имени Е. К. Завойского (КФТИ) , известный также как Казанский Физтех — один из ведущих мировых центров в области радиоспектроскопии. Институт был организован в августе 1945 года в составе Казанского отделения АН СССР. Становление и развитие физических исследований в КФТИ определило открытие в 1944 г. в Казани Евгением Константиновичем Завойским явления электронного парамагнитного резонанса (ЭПР). В 1984 году институту присвоено имя Е. К. Завойского.
Основными направлениями исследований, проводимых в институте, являются:
- Квантовая обработка информации
- Электронный парамагнитный резонанс в спиновой физике и спиновой химии
- Нанофизика перспективных материалов и гибридных мезоскопических структур
- Когерентная и нелинейная оптика
- Синтез и исследование новых материалов и конструкций с заданными функциональными свойствами
- Ионно-лучевая модификация материалов
- Магнитно-резонансные методы в биомедицинской физике